# 和歌山県護国神社
和歌山県護国神社（わかやまけんごこくじんじゃ、旧字表記：和歌山縣護國神社）は、和歌山県和歌山市にある神社（護国神社）。和歌山城の敷地内にある。

## 歴史
戊辰戦争以来の戦いで戦死した和歌山県出身の戦没者の霊を奉慰するため、1880年（明治13年）から1895年（明治28年）までは年1回和歌山市岡公園内の天妃山で、1896年（明治29年）からは和歌山城砂ノ丸において和歌山県知事が祭主となって毎年5月5日に招魂祭が執行されていた。
そのような中で和歌山県にも招魂社を建立しようとの動きが起きると、1928年（昭和3年）に入り和歌山県招魂社建設期成会が発足した。その敷地として、1937年（昭和12年）に江戸時代からの神域であった現在地が和歌山市から期成会に譲渡されて和歌山県招魂社が創建された。同年6月11日には社殿および社務所が建立されている。
1939年（昭和14年）4月1日に内務省令により、全国一斉に招魂社は護国神社と改称され、当社も和歌山県護国神社に名称を改めて内務大臣指定神社となる。
1945年（昭和20年）7月9日、10日に行われた和歌山大空襲で和歌山城の天守は焼失したが、当社は社務所が炎上したにとどまった。
1987年（昭和62年）11月17日、不審火により社殿が全焼したが、1992年（平成4年）3月29日に再建された。

## 祭神
- 主祭神 - 明治戊辰の役以来国難に殉じた和歌山県出身の戦没者36,670柱の英霊

## 境内
- 本殿 - 1992年（平成4年）3月29日再建。
- 祝詞殿 - 1992年（平成4年）再建。
- 拝殿 - 1992年（平成4年）再建。
- 社務所
- 神饌所
- 祭器庫
- 歩兵第六十一聯隊鎮魂碑
- 歩兵第二百十八聯隊礎之碑
- 歩兵第二百三十聯隊魂之碑
- 満蒙開拓青少年義勇軍顕彰碑
- 円卓と椅子 - コンクリート製。もともとは歩兵第六十一聯隊の酒保にあった藤棚の下に置かれていたもの。

## 祭事
- 例祭 - 5月5日・10月5日